# Helmut Albert Roschiwal

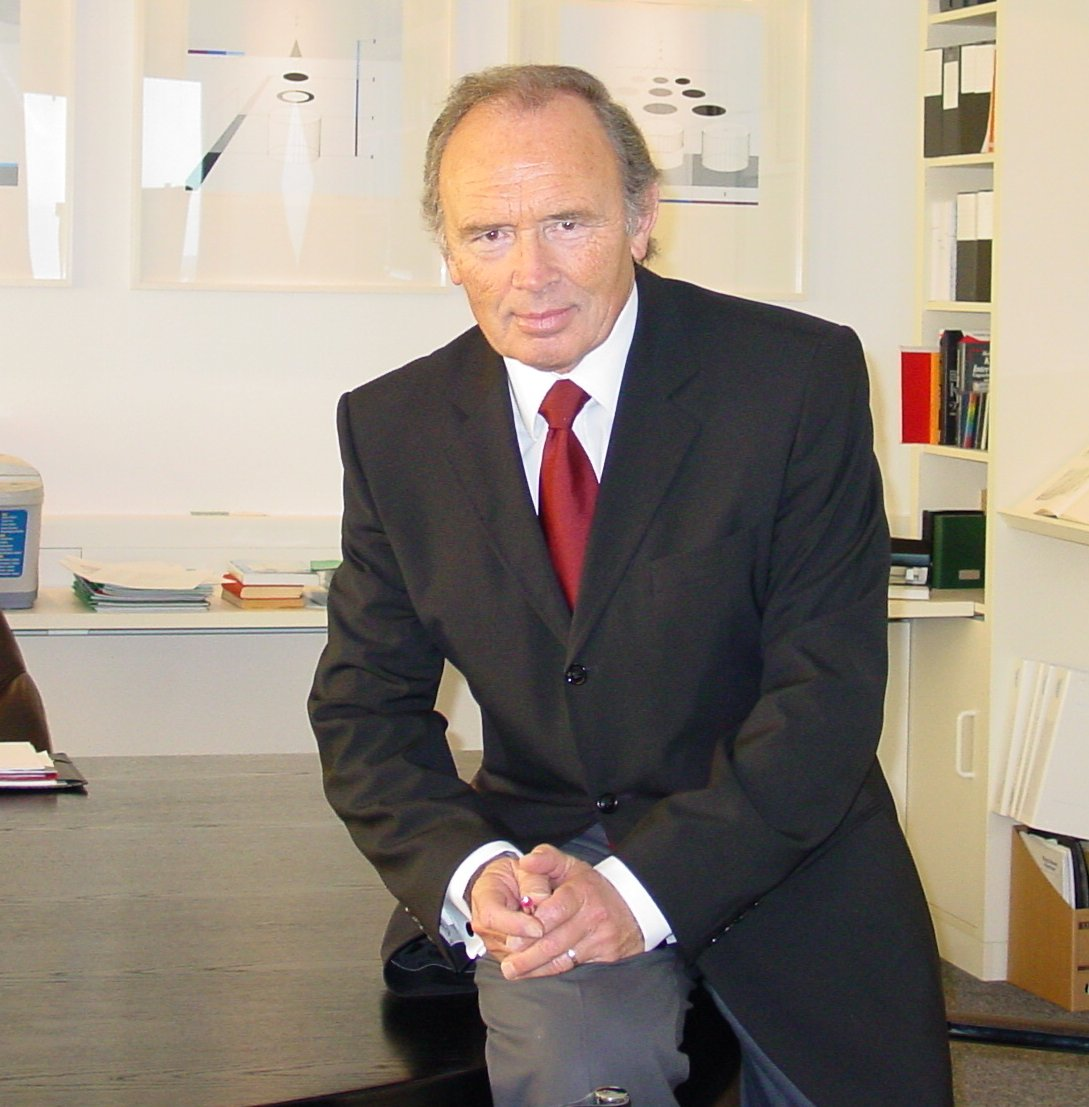
Helmut A. Roschiwal

Helmut Albert Roschiwal (* 28. März 1942) ist ein deutscher Maschinenbauingenieur, Unternehmer und Fachbuchautor.

## Leben
Roschiwal wuchs im jugoslawischen Banat auf. Von 1948 bis 1952 besuchte er dort die ungarische Volksschule und von 1952 bis 1954 das serbokroatische Gymnasium. Da sein Vater als deutscher Soldat im Zweiten Weltkrieg gefallen ist, waren die  Zukunftsaussichten für deutsche Kinder sehr begrenzt. Daher reiste er 1954 mit seiner Mutter nach Deutschland ein.
Nach Abschluss der Volksschule in Augsburg folgte- von 1956 bis 1960 eine Ausbildung zum Werkzeugmacher bei der Messerschmitt AG in Augsburg. Im Jahr 1961 machte Roschiwal sein Fachabitur am Oskar-von-Miller-Polytechnikum in München, um anschließend Maschinenbau zu studieren. Nach dem Abschluss seines Studiums 1962 bis 1964 arbeitete Roschiwal zunächst von 1965 bis 1970 als Konstrukteur und von 1970 bis 1983 als Entwicklungsleiter bei der Firma Holtschmidt – Entwicklungen in Augsburg. Dabei führte er  Auftragsentwicklungen für Werkzeugmaschinenfirmen durch. Zum Beispiel konstruierte er zur Bearbeitung von Reaktorköpfen das erste numerisch gesteuerte Großbearbeitungszentrum mit NC-Antrieben und hydrostatischen Lagerungen in allen Achsen.
Am 1. Januar 1984 gründete er die Roschiwal + Partner Ingenieur GmbH. 2008 übergab er die  Firma, die heute rund 100 Ingenieure zählt, an die nächste Generation und ist dort seitdem als Beirat tätig.
Helmut A. Roschiwal ist außerdem Verfasser von Fachaufsätzen, vor allem aber ist er zusammen mit Hans B. Kief und Karsten Schwarz Autor des CNC-Handbuches. Das Buch wird auch als Lehrbuch an Hochschulen eingesetzt.

## Erfindungen
- Entwicklung eines CFK-Schlittens für Werkzeugmaschinen. Durch den als Faser-Kunststoff-Verbundkörper hergestellten Grundkörper kann das Gehäuse sehr leicht und dennoch ausreichend formstabil ausgeführt werden, was zu einer deutlichen Massenreduzierung des Schlittens führt. Durch die geringere zu beschleunigende Masse können die Antriebe und Führungen entlastet und entsprechend kostengünstiger ausgelegt werden. – DE 10 2011 108 983 A1
- Verbesserung von Zahnriemeneigenschaften durch eine spezielle Anordnung von Zahnstangenstücken – DE 32 23 526 C1
- Weiterentwicklung eines Gelenkwerkzeugkopfes, um schnelle Verschwenk- und Verfahrbewegungen zu ermöglichen – DE 298 18 719 U1
- Entwicklung einer Anlage für die Bearbeitung von Winkelprofilen mit mehreren Bearbeitungsstationen – EP 0 115 340 A3